# Blinding
Als Blinding bezeichnet man in der Kryptographie ein Verfahren, bei dem ein Client einen Dienst in einer kodierten Form nutzen kann, ohne entweder die Eingabe oder die Ausgabe zu kennen. Das Verfahren findet insbesondere zum Verhindern von Seitenkanalattacken und bei der identitätsbasierten Verschlüsselung (englisch Identity-Based Encryption, IBE) Anwendung.

## Mathematische Definition
Beim Blinding-Verfahren gibt es zwei bijektive Funktionen, bei denen eine Funktion zum Blinding (Enkodierung) und die andere Funktion zum Deblinding (d. H. zur Aufhebung des Blindings; Dekodierung) benötigt wird.
Als Verschlüsselungsfunktion kommt üblicherweise das RSA-Kryptosystem zum Einsatz. Es können aber auch andere asymmetrische Verschlüsselungsfunktionen verwendet werden. Im Weiteren werden die folgenden Definitionen verwendet:
| Symbol                | Mathematische Definition | Erläuterung |
| Nachrichten           | Nachrichten | Nachrichten |
| --------------------- | --- | --- |
| {\displaystyle m}     | {\displaystyle \exists m:m\in \mathbb {N} } | der Klartext |
| {\displaystyle c}     | {\displaystyle \exists c:c\in \mathbb {N} } | der Geheimtext |
| RSA-Kryptosystem      | | |
| {\displaystyle N}     | {\displaystyle \exists N:N\in \mathbb {N} \land N>m} | Das Produkt aus zwei Primzahlen {\displaystyle p,q}                                                                |
| {\displaystyle e}     | {\displaystyle \exists e:e\in \mathbb {N} } | der Exponent des Public-Keys                                                                                       |
| {\displaystyle d}     | {\displaystyle \exists d:d\in \mathbb {N} } | der Exponent des Private-Keys                                                                                      |
| {\displaystyle (N,e)} | | der Public-Key |
| {\displaystyle (N,d)} | | der Private-Key |
| {\displaystyle f}     | {\displaystyle \exists f:(m,(N,e))\mapsto m^{e}(\!{\bmod {N}})=c}                                                                                          | die RSA-Verschlüsselungsfunktion, welche den Klartext und den Public-Key entgegennimmt und den Geheimtext ausgibt  |
| {\displaystyle g}     | {\displaystyle \exists g:(c,(N,d))\mapsto c^{d}=\left(m^{e}\left(\!{\bmod {N}}\right)\right)^{d}=\left(m^{e}\right)^{d}(\!{\bmod {N}})=m(\!{\bmod {N}})=m} | die RSA-Entschlüsselungsfunktion, welche den Geheimtext und den Private-Key entgegennimmt und den Klartext ausgibt |
| Blinding-Funktionen   | | |
| {\displaystyle r}     | {\displaystyle \exists r:r\in \mathbb {N} \cap {]1,N[}\land \gcd(r,N)=1}                                                                                   | Eine einmalig verwendete und im Klartext übermittelte Zufallszahl, welche teilerfremd zu {\displaystyle N} ist.    |
| {\displaystyle B}     | {\displaystyle \exists B:(m,r)\mapsto (m\,r)^{e}\left(\!{\bmod {N}}\right)=m'}                                                                             | die Blinding-Funktion                                                                                              |
| {\displaystyle D}     | {\displaystyle \exists D:(f(m'),r)\mapsto f(m')\,r^{-1}\left(\!{\bmod {N}}\right)=f(m)\left(\!{\bmod {N}}\right)=f(m)}                                     | die Deblinding-Funktion                                                                                            |
| 1.                    | | |

Hiermit gilt für das Blinding und Deblinding unter Vernachlässigung der Public- und Private-Keys, sowie von {\displaystyle r}:
{\displaystyle m=g(c)=g(f(m))\equiv m=g(c)=g(D(f(B(m))))}